# Adolph von Ottweiler

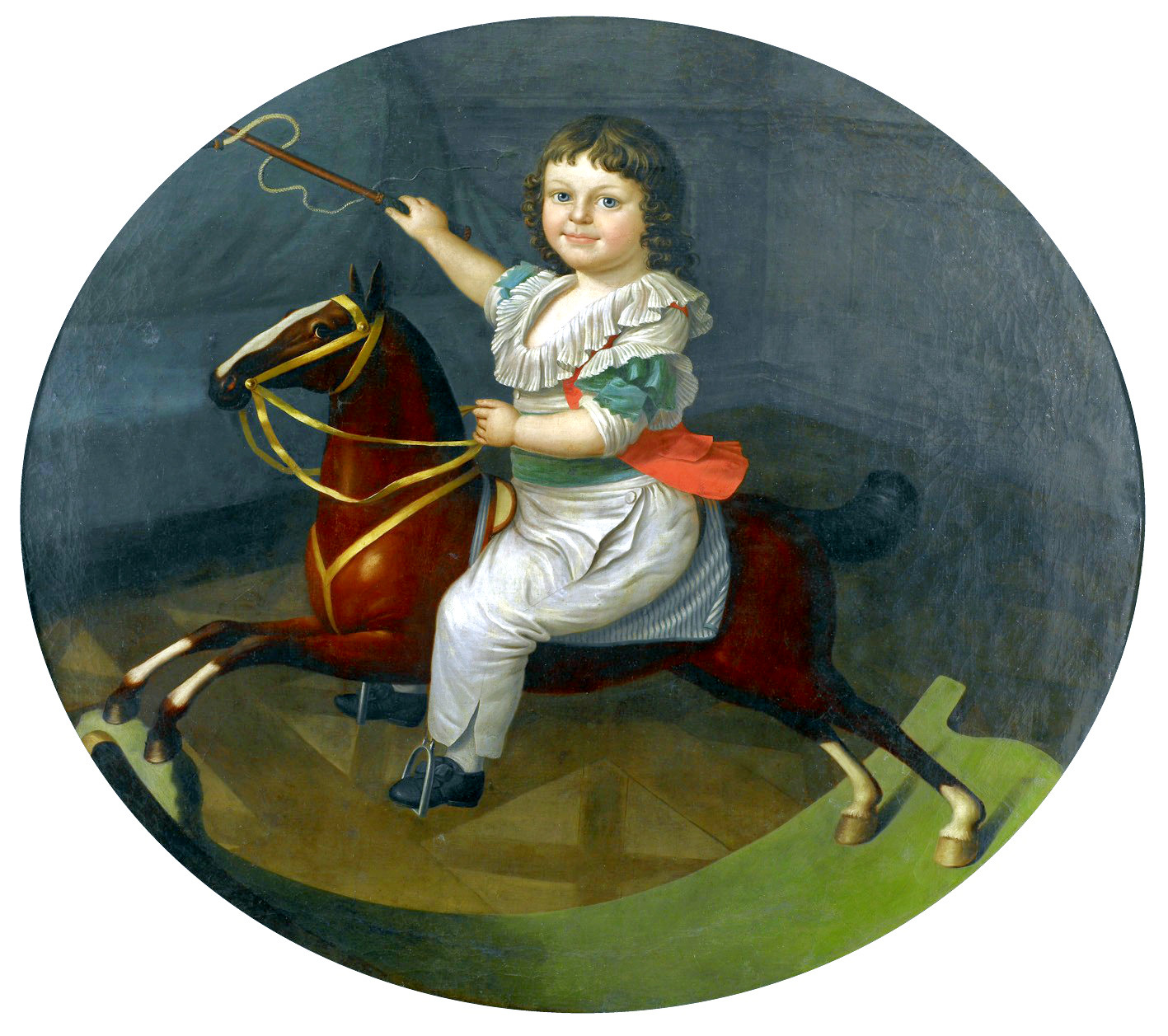
Gemälde von Johann Friedrich Dryander

Adolph Graf von Ottweiler (* 3. Juni 1789 in Saarbrücken; † 9. oder 10. Dezember 1812 in Vilnius) war der letztgeborene und längstlebende legitime Sohn des Fürsten Ludwig von Nassau-Saarbrücken. Er nahm als Freiwilliger am Russlandfeldzug 1812 teil.

## Leben

### Familienverhältnisse
Nach dem Tod seiner ersten Frau heiratete Adolphs Vater Fürst Ludwig von Nassau-Saarbrücken am 28. Februar 1787 seine Mätresse Katharina Kest, die er als Kammerzofe seiner früheren Geliebten Freifrau Frederike Amalie von Dorsberg kennengelernt und 1774 bereits in morganatischer Ehe geheiratet hatte. Er hatte sie 1774 als „Frau von Ludwigsberg“ in den Adelsstand, 1781 in den Freiherrenstand und 1784 zur „Reichsgräfin von Ottweiler“ erheben lassen. Da sie bürgerlicher Herkunft war, scheiterte Ludwig beim Kaiser mit dem Antrag auf Verleihung des fürstlichen Wappens an Katharina am Einspruch des übrigen Hauses Nassau. Der Beziehung der beiden entstammten insgesamt sieben Kinder, sechs in morganatischer Ehe geborene und der jüngste Sohn Adolph geboren nach der standesgemäßen Eheschließung 1787. 1789 erwarb Fürst Ludwig das eigens neu geschaffene Herzogtum Dillingen/Saar und Katharina Reichsgräfin von Ottweiler erhielt im April 1789 von König Ludwig XVI. von Frankreich den Titel einer „Herzogin von Dillingen“. Dementsprechend lautet der Saarbrücker Taufeintrag für Adolph Graf von Ottweiler 1789 „Prinz von Nassau und Herzog von Dillingen“.
Das Fürstentum Nassau-Saarbrücken wurde 1793 während des Ersten Koalitionskriegs von französischen Revolutionstruppen besetzt und in der Folge dem Französischen Kaiserreich einverleibt. Die Familie zog sich vor Wirkungen der Französischen Revolution zunächst nach Mannheim, später nach Aschaffenburg ins Exil zurück, wo Fürst Ludwig 1794 verstarb. Der Erbprinz Heinrich Ludwig folgte ihm 1797, er hinterließ keine Nachkommen. Bereits die vertraglichen Bestimmungen des am 30. Juni 1783 begründeten Nassauischen Erbvereins legten fest, dass der gerade achtjährige Adolph – obgleich er nun der letzte Überlebende im Mannesstamm der Linie Nassau-Saarbrücken war – weder Fürstentum noch Titel erben konnte. Somit erbte Karl Wilhelm von Nassau-Usingen, ein Cousin seines Vaters Ludwig. Katharina von Ottweiler hielt sich mit ihrem Sohn Adolph von 1802 bis 1805 in Paris auf, wo sie erfolglos um ihre von der Revolution eingezogenen Territorien kämpfte.
Kinderporträts von Adolph von Ottweiler befinden sich in der Alten Sammlung des Saarlandmuseums in Saarbrücken.

### Ausbildung
In Paris wurde Adolph von Ottweiler neben dem Schulbesuch auch durch Hauslehrer und im Fechten unterrichtet. Im Alter von 16 Jahren nahm er an der Universität Heidelberg das Studium der Cameralia auf. Er warf sich in das Heidelberger Studentenleben und wurde zunächst Mitglied der Landsmannschaft Palatia, dann am 25. November 1805 Mitstifter der Landsmannschaft Suevia I. Vor dem März 1807 trat er in die Landsmannschaft der Oberrheiner über und focht Anfang 1808 zwei Duelle gegen Georg Kloß, Mitglied der Suevia. Nach einigen Universitätsstrafen erhielt Ottweiler am 13. August 1808 in Heidelberg das Consilium abeundi. Er wechselte somit zwangsweise an die Universität Göttingen, wo er gemeinsam mit Georg Kloß Mitglied der mit der Göttinger Landsmannschaft der Rheinländer vereinigten Hannovera und deren Senior wurde. Auch in Göttingen erhielt er nach kurzer Zeit das Consilium abeundi und verließ Göttingen sodann im Zuge der Gendarmen-Affäre. Seine Heidelberger und Göttinger Studienzeit spiegelt sich im Briefwechsel seiner Bundesbrüder Georg Kloß und Alexander Stein. Die nächste Zeit verlebte er bei seiner Mutter in Mannheim, von wo aus er auch Kontakt zum Heidelberger Verbindungsleben hielt. Ein weiterer Studienanlauf erfolgte im Sommersemester 1810 an der Universität Jena. Bereits Winter 1810 studierte er an der Universität Erlangen, wo er im November 1810 dem Corps Onoldia beitrat und von Januar 1811 bis zu seinem Abgang von der Universität im März 1811 dessen Consenior war.

### Militärlaufbahn
Im März 1811 trat er als Fahnenjunker in die Armee des Königreichs Württemberg ein und besuchte zunächst die Kadettenschule in Ludwigsburg. Im August 1811 erfolgte seine Beförderung zum Secondeleutnant im Württembergischen „Garderegiment zu Fuß“ und am 19. Februar 1812 die Beförderung zum Leutnant im „Fußgänger-Bataillon Nr. 2 König“, wo er in den Kompanien „v. Gaisberg“ und „v. Wundt“ Dienst tat. Ottweiler meldete sich im März als Freiwilliger zu Napoleons Russlandfeldzug 1812. Er wurde am 16. August 1812 in der Schlacht um Smolensk durch einen Schulterschuss schwer verwundet; die Kugel konnte erst nach über vierzig Tagen operativ entfernt werden. Mit einem Krankentransport gelangte er am 9. Dezember 1812 nach Wilna, wo er bei Minusgraden von bis zu 39 Grad Celsius vor dem Tor der Morgenröte unglücklicherweise noch von einer Kanone überrollt wurde. Mit erheblichen zusätzlichen Verletzungen und schweren Erfrierungen wurde er in das Haus des Rabbis Aron gebracht, wo er in der folgenden Nacht seinen Verletzungen und den Erfrierungen erlag. Mit seinem Tod erlosch das Geschlecht der Grafen von Ottweiler im Mannesstamm; er wurde von seiner Mutter und zwei verheirateten Schwestern überlebt.

## Schriften
- Graf Adolph von Ottweiler. Feldzugsbriefe aus dem Jahre 1812, in: Mitteilungen des Historischen Vereins für die Saargegend, Band 8 (1901), S. 168–220 (Hrsg. Friedrich Köllner)